# Гоалпара (округ)

Округа Ассама (4 — Гоалпара)

Гоалпара (ассам. গোৱালপাৰা জিলা; англ. Goalpara) — округ в индийском штате Ассам. Образован в 1876 году. Административный центр — город Гоалпара. В 1983 году из части территории округа был выделен округ Кокраджхар. Площадь округа — 1824 км².
По данным всеиндийской переписи 2001 года население округа составляло 822 035 человек. Уровень грамотности взрослого населения составлял 58 %, что немного ниже среднеиндийского уровня (59,5 %). Доля городского населения составляла 8,1 %.
В конце XIX века здесь уже было развиты железная промышленность и фабрики золотых и серебряных украшений. В сельском хозяйстве традиционны посадки риса; развито рыболовство.